# Semen Sopiha
Semen Sopiha, secrétaire de Casimir IV Jagellon en 1440, est le fondateur de la noble famille Sapieha.

## Biographie
La vie de Semen Sopiha est très peu connue. Selon la généalogie légendaire des Sapieha, Simen serait le fils de Sungaila (pl) et l'arrière petit-fils du grand-duc Ghédimin.

## Mariage et descendance
Semen Sopiha est l'époux d'Anastasia Polshanke. Ils ont pour enfants:
- Bohdan Semenowicz
- Iwan Semenowicz

## Sources
- (lt) Cet article est partiellement ou en totalité issu de l’article de Wikipédia en lituanien intitulé « Simonas Sapiega » (voir la liste des auteurs).

- (pl) Cet article est partiellement ou en totalité issu de l’article de Wikipédia en polonais intitulé « Semen Sopiha » (voir la liste des auteurs).